# Алексеевка (Перемышльский район)
Алексе́евка — деревня в Перемышльском районе Калужской области, в составе муниципального образования Сельское поселение «Деревня Песочня».

## География
Расположена в 35 километрах на восток от районного центра — села Перемышль и в 11 километрах на юг от главной усадьбы поселения — деревни Песочня, в верховьях реки Свободь — правого притока Оки.

## Население
| 2002 | 2010 |
| ---- | ---- |
| 1    | ↘0   |

## История
В 1858 году деревня (вл.) Алексеевка 2-го стана Лихвинского уезда, при прудах, 11 дворах и 57 жителях — по правую сторону Большой старой Тульской дороги.
К 1914 году Алексеевка (Голодаевка) — сельцо Никольской волости Лихвинского уезда Калужской губернии. В 1913 году население 78 человек.
В годы Великой Отечественной войны деревня была оккупирована войсками Нацистской Германии с начала октября по 23 декабря 1941 года. Освобождена в ходе Калужской наступательной операции частями 258-й стрелковой дивизии 50-й армии генерал-лейтенанта И. В. Болдина.